# Dimitri Marx
Pour les articles homonymes, voir Marx.
Dimitri Marx, né le 8 octobre 1998, est un kayakiste suisse de slalom.
Sa soeur Alena Marx est également kayakiste.

## Carrière
Il remporte avec Martin Dougoud et Lukas Werro la médaille de bronze en kayak par équipes aux Championnats d'Europe de slalom 2020 à Prague.
Il est médaillé d'argent en kayak extrême aux Championnats d'Europe de slalom 2021 à Ivrée.